# Jan Krásl
Jan Krásl, född 10 augusti 1899 i Chlumec nad Cidlinou, död 17 mars 1980 i Prag, var en tjeckoslovakisk ishockeyspelare. Han var med i det tjeckoslovakiska ishockeylandslaget som kom på femte plats i de Olympiska vinterspelen 1924 i Chamonix och i de Olympiska vinterspelen 1928 i Sankt Moritz. Han spelade för HC Slavia Praha.